# Растислав Камбасковић
Растислав Камбасковић (Прокупље, 20. јун 1939) југословенски и српски је композитор и професор на универзитету.

## Биографија
Рођен је 20. јуна 1939. године, у Прокупљу. Завршио је теорију музике, а потом и студије композиције у класи Василија Мокрањца на факултету музичке уметности у Београду. Након специјализација у студију Западнонемачког радија у Келну 1968. године и РАИ-ја у Риму 1973, стиче и звање магистра на Факултету музичке уметности у Београду. Камбасковић је радио у Радио Београду, најпре као уредник за студијска снимања камерне и вокално-симфонијске музике, а потом и као руководилац Симфонијског оркестра Радио-телевизије Београд. Крајем осамдесетих година, Камбасковић постаје предавач на Катедри за теоријске предмете Факултета музичке уметности у Београду, где остаје до одласка у пензију. Дела овог аутора су више пута освајала признања Удружења композитора Србије, а 1974. године добио је и награду Београдских музичких свечаности за композицију Офранде.

## Награде
Добитник је Награде БЕМУС–а за Офранде и Награде Удружења композитора Србије за композицију Поема леста. Добио је и награду РТВ Београда за кантату Баштина ветрова (1981). Добио је награду Удружења композитора Србије за други став Балканског реквијема „Молитва“ (1982) на стихове Бранка Миљковића. Награду Удружења композитора Србије за клавирски трио Торзо (1975). Награду Удружења композитора Србије за композицију Госпи, мадригал за осмогласни мешовити хор (1976).